# 김승련 (1967년)
김승련(金昇鍊, 1967년 ~ )은 채널A 보도본부 정치부 차장이자 김승련의 뉴스 TOP 10의 진행자인 대한민국의 언론인, 방송인이다.

## 학력
- 서울대학교 국제경제학과 졸업 (경제학 학사)
- 컬럼비아 대학교 대학원 졸업 (국제관계학 석사)
- 하버드 대학교 대학원 니만 펠로우

## 경력
- 동아일보 사회부 기자
- 동아일보 경제부 기자
- 동아일보 정치부 기자
- 동아일보 워싱턴 특파원
- 동아일보 정치부 차장급
- 채널A 보도본부 정치부 차장
- 채널A 보도본부 정치부장
- 채널A 종합뉴스 앵커
- 채널A 김승련의 뉴스 TOP 10 앵커
- 채널A 보도본부 뉴스이노베이션팀장
- 채널A 보도본부 취재윤리·멘토링 에디터
- 동아일보 논설위원실 논설위원 (부국장급)
- 제71대 관훈클럽 서기
- 제72대 관훈클럽 총무
- 동아일보 논설위원실장